# 午夜追蹤
《午夜追蹤》（Midnight）是英國女作家艾琳·杭特的系列小說《貓戰士》的二部曲《新預言》中六集的第一集，於2005年5月10日由哈潑柯林斯出版。中文版於2009年3月1日由晨星出版社出版

## 劇情摘要
本書以棘爪和葉掌作為敘述觀點。主要敘述棘爪、鼠掌、羽尾、暴毛、褐皮和鴉掌前往太陽沉沒的地方聆聽午夜訊息的經過。
封面人物是棘爪。

## 創作靈感
書中所描繪的森林靈感是來自於英格蘭南部的新森林。